# ボスキャラクター
ボスキャラクターとは、主にコンピュータゲームで使用される用語。短くボスキャラ、または単にボスとも呼ばれる。
基本的にはコンピュータゲームのものを記述する。

## 概要
主にコンピュータゲームにおいて、プレイヤーの難関となるよう設計された登場キャラクターである。
コンピュータゲームの常として、プレイヤーの行動を阻む敵キャラクターは、プログラムとコンピュータにより、自動的に操作されている。その中でゲームにおけるステージやストーリーの節目あるいは、最後にプレイヤーが倒さなければならないキャラクターのことをボスキャラクターという。
これらは、節目を作ることにより、メリハリを持たせる役割以外にもRPGなどの自由度が大きく設定されているゲームにおいては、一定段階に達しないプレイヤーを阻む門のような役割を果たす（#ボスの位置付けを参照）。
「ボス」という呼称自体は便宜上つけられたものであり、それらのキャラクターが必ずしもストーリーやステージ上でリーダーに相当する地位にあることを指す用語ではない。
ボスとの戦闘はボス戦と呼称する。

## 呼称
コンピュータゲームにおける「ボス」の呼称の初期例として1980年11月に登場した『スペース・パニック』で強い敵に対して使われているが、同作には「ドン」と呼ぶさらに強い敵もいた。同年登場の『サスケvsコマンダー』の海外市場向けの英語チラシで強敵の忍者の親分が「boss」と表現されている。1981年の『ギャラガ』では「ボスギャラガ」は他の敵と違って弾を2回当てないと倒せなかったり自機のデュアルファイターをパワーアップさせるためにボスギャラガに自機を捕まえさせてからそれを連れたところを倒す必要があり、ボスギャラガの印象を強くさせたがこの名称は業者向けの説明書に記載されていたもので一般プレイヤーにはあまり知ることはできず、1983年の『パック&パル』でチラシや筐体に記載された説明に「ギャルボス」とあるのがみえる。
いくつかの要所に構えた強敵を「ボス」と公式に呼ぶようになったのは1984年12月登場の『スパルタンX』がさきがけとされ、チラシに「各階毎に現れるボス」と書かれている。同作を取り上げた『マイコンBASICマガジン』1985年2月号で「最強の敵。これが大ボスの〔X〕だ!!」とあり、コンピュータゲームにおけるボスのランク付けの初期例と思われる。1986年8月の『メトロイド』では説明書などで「小ボス」とあり、公式でのランク付けのかなり早い例とされる。「大ボス」「小ボス」は1950年以降の新聞や雑誌でゲーム以外の言葉として使われているが「小ボス」は「中ボス」にとって代わられて行き「中ボス」は他と違い、ゲーム用語以外での使用が少ない。1980年代後半のゲーム雑誌では「最終ボス」などがよく使われていたが、『ビデオ・ゲーム・ミュージック』に端を発してコンピュータゲームのサウンドトラックが発売されるようになり、1988年の『イースII』のアルバムに「本ボス・ダーム」、1989年9月の『レジェンド・オブ・ヒーロー・トンマ』のアルバムに「ラストボスステージ」と収録曲に名付けられているのが公式でラストボス関係の使用の早い例とされる。1990年3月発売の『悪魔城ドラキュラ』シリーズのアルバム『悪魔城ドラキュラ ファミコン・ベスト』にも「Last Boss」とあり、開発者やプレイヤーで「ラストボス」の語がある程度広まっていた。そこから「ラスボス」と略されるようになったのは一例として『ゲーメスト』（新声社）1991年12月の読者からの投稿で見受けられことから1980年代末か1990年頃との見方があるが、1993年出版の『ゲームプレイヤーの知恵ぶくろ ゲーム用語事典』（アスキー）には「小ボス」「大ボス」「ラスボス」が掲載されている中で「ラスボス」はスラングとして扱われている。1995年の『リグロードサーガ』のサントラに「ラスボス・バトル」とあるのが開発側が公式に使用した比較的早い例とされる。
メカに対しての呼称としては1983年1月の『ゼビウス』には敵に母艦や要塞があり、背景から独立して動くことで強い印象を残したが「マザーシップ」「機動要塞」と紹介されており、使用にはまだ違和感があったとみられる。1985年の『ツインビー』の巨大メカを複数の雑誌記事が「ボス」と書き、BGMのタイトルにも「ボス」とあるため公式でも使われていたとみられ、同作のコミカルさからかメカでもボスと言われた可能性がある。1985年の『グラディウス』を取り上げた『Beep』1985年7月号に「第2シーンのボス」とあり、公式な呼称ではないがシリアスなシューティングゲームでも巨大メカに使われた比較的早い事例とされる。1986年1月のファミコン版『ツインビー』の説明書や1987年2月の同作のBGMを収録した『セガ・ゲーム・ミュージックVOL.2』の曲で「ボス」の言葉が使われ、『沙羅曼蛇』の複数の雑誌記事での使用例により公式資料でも使われていたとみられることや同時期に登場した『ガルディア』でゲーム中に「BOSS」と表示、1987年5月に『グラディウス』のBGMを収録した『オリジナル・サウンド・オブ・グラディウス アーケード版』や同年6月の『ダライアス』のBGMを収録した『ダライアス タイトー・ゲーム・ミュージック VOL.2』の曲名に「ボス」が使われ巨大メカでも公式にそう呼ぶことが定まっていった。

## 各ジャンルボスキャラクター

### シューティングゲーム
初期のシューティングゲームには「だんだん敵キャラクターの動きが早くなる」、「攻撃頻度が上がる」というパターンが多かった。中にはスペースインベーダーにおけるUFOのように、倒すと高得点が得られるキャラクターや、しつこい攻撃をしてくるキャラクターも見られたが、プレイヤーには特定の敵が「ボス」として認識される傾向はあまり見られず、単に難易度が上がったと認識される程度だった。
世界で一番早く登場したシューティングゲームのボスキャラクターが登場したゲームは、1980年の『フェニックス』（開発 アムスターエレクトロニクス（アメリカ）、日本での販売はタイトー）である。宇宙戦艦ヤマトの白色彗星都市帝国に似せた姿で、第5面に登場する。中心部にいる首領を倒せば全面（一周）クリアとなり、より難しい第1面から再プレイとなった。
1983年の『ゼビウス』（ナムコ）はシューティングゲームながらストーリーが予め執筆され、度々登場する巨大空母アンドアジェネシス（アドーアギレネス）は「ガンプ」という存在が駆るとされている。この巨大空母は画面の6分の1を占めるもので、攻撃も通常のキャラクターに比べ執拗で難度があった上、高得点を狙うなら弱点である中心部より先に4つの周辺砲台を破壊しなければならなかった。
ボスキャラクターのバリエーションが多彩となるに至ったゲームは明確ではない。しかし1985年の時点において、『グラディウス』（コナミ）発売前後に転機が訪れた。グラディウスを例に取ると「ビッグコア」と呼ばれる大型のキャラクターが登場する直前に、各々のステージごとに多彩な攻撃があり、それに続いてビッグコアが登場した。ステージによっては、ビッグコア以外の敵が待ち受けていた。続編『沙羅曼蛇』で各ステージ毎に個性的なボスキャラクターを据える傾向が定着することとなる。その後はより大型化し、『R-TYPE』の「巨大戦艦」のようにステージそのもののボスキャラクターが登場するようになる。
近年になると、弾幕STGのパイオニアである『怒首領蜂』に登場する「火蜂」を筆頭に、最終ボスは自機と同程度の小型サイズであるが、画面を覆い尽くす大量の弾幕を張ってくるというスタイルのものも定着している。これは本来、基板の表示能力に限界がある中で、極限まで敵弾を増やすためにボス本体を小さくする必要があったのだが、以降はCAVE自身を含む多くのメーカーがこれを踏襲し、ハード性能に余裕があっても、最終ボスをあえて小さな姿で表現する場合が多い。

### アクションゲーム
アクションゲームでは、1980年のユニバーサルの『スペース・パニック』では通常の『モンスター』は1段階下に落として倒せばよいのだが、『ボス』は2段階下に落とさなければならなかった。さらに、『ドン』は3段階下に落とさなければならなかった。
同じく、1981年の時点において『ドンキーコング』の画面上の『ゴリラ（ドンキーコング）』が確認できる。しかしながらストーリー上のボスキャラクターには違いないが、プレイヤーが直接攻撃できる敵ではなかったため画面上の演出に過ぎず、ボスキャラクターとして認識されていたかどうかについては疑問の余地がある。
前述の『ボス』『ドン』が16x16の雑魚同様のドット画に対し、ドンキーコングの『ゴリラ』は32x32のドット画の大きさがあるため、一般的には『ゴリラ』の方が威厳があるために、最初のボスキャラクターとして認知されているようだ。
『スパルタンX』が登場するまでは各ステージ毎のボスに個性や能力はなく『スーパーマリオブラザーズ』の「クッパ」のように、ステージ最後の関門としての役割であった。1986年にナムコから発売された『源平討魔伝』で、敵キャラやプレイヤーがともに巨大であるステージにて登場するボス「弁慶」は画面の大部分を占める巨大なボスキャラクターであり、大型ボスキャラクターのパイオニアとして知られる。同年カプコンから発売された『ロックマン』ではプレイヤーと同サイズながら、プレイヤーと同等の能力有するボスが登場し、以降のシリーズでも踏襲することになる。以降のアクションゲームのボスキャラクターは、巨大キャラクターかプレイヤーに相当するキャラクターに二分化される事になる。前者は『魂斗羅』シリーズの様に巨大ボスキャラクターとの連戦を売りとしたSTG色の強いゲームに多数登場し、後者もベルトアクションから対戦型格闘ゲームへと繋がっていくことになる。共に近年ではより派手な演出を伴う傾向が強い。

### RPG
テーブルトークRPG(TRPG)から発展してきたこのジャンルは、元からストーリー性を持っていたために、明確な形での「最終目標」である倒すべき親玉=ボスキャラクターが存在していた。このあたりは、1974年に発売されたTRPG『ダンジョンズ&ドラゴンズ』の中でも各シナリオに各々目標や倒すべき最終ボスもいたため、コンピュータRPGにも初期の頃からボスキャラクターがいたと確認できる。
初期のコンピュータRPGのボスキャラクターは、1979年に発売された『ウルティマ』の原型となる"Akalabeth"の「バルログ」や、1981年に発売された『ウィザードリィ』の「ワードナ」が挙げられ、こちらの方がシューティングゲーム等より古くから存在していたことが確認できる。

## ボスの位置付け
ステージ単位で分けられているゲームでは、ボスキャラクターと呼ばれるものはそのステージの最後、あるいはその近くに配置されている。ステージ中で倒すことが難しい敵キャラクターという位置づけがなされることが多い。
また、ボスが登場することでゲームにメリハリが生まれプレイヤーを飽きさせないという効果を狙ってか、特にステージ分けをしていないゲームでもボスキャラクターが登場することがある。ステージが存在するゲームでも、ステージ途中の演出として、ボスキャラクターが顔見せのように姿を現したり、あるいは中ボスとも呼ばれるやや難易度を押し上げる要因となるキャラクターが登場する物も見られる。
ボスキャラクターが単体ではなく、次から次へと複数現れ、それらを全て倒さなければならないという要素を含んだゲームもある。また、複数のボスや中ボスとの連戦を主体に構成されたステージ、イベントや、それを主としたゲームモードは「ボスラッシュ」または「ボスオンパレード」と呼ばれ、人気シリーズにおいては過去作のラスボスも含めたボスキャラクターがファンサービスとしてゲスト出演することが多い。定着したのは『グラディウスII』のボスオンパレードステージからであるが、スタイルを確立したのはカプコンの『エグゼドエグゼス』である。ボスとの連戦で構成されたステージは既に『B-WINGS』で見られるが、こちらはラスボス以外のボスキャラクターは雑魚としての登場であった。
RPGにおいては、主にダンジョンの最深部にボスがいることが多く、重要なアイテムがボスによって守られている場合もある。ボスを倒せない場合プレイヤーは、自身が操作するキャラクターを強化した状態で再びボスに挑むか、あるいは戦い方を工夫するか、そうでなければあきらめて投げ出すかのいずれかとなる。
いずれのケースにおいても、一般的にボスとの戦いはプレイヤーに様々な感情、感覚を与えることでゲームを盛り上げ、興奮させる効果がある。その効果を狙ったゲームデザイナーはしばしば緊張感を高めるBGMを取り込んだり、派手なグラフィックを使用するといった演出などをボス戦に巧みに入れ込む。またボスキャラクターを倒した際の爽快感を演出すべく、派手な演出効果を狙った特別の表示が施されることも多い。
特に1990年代以降、ハードの進化に伴う表現能力の向上により、ボスキャラクターとの戦闘を重要な演出として位置付ける傾向はますます強くなっている。後年のゲームほどボスの耐久力が高く設定されている傾向がある。

## その他のボスキャラクター

### 恋愛ゲームにおけるボス
誰かと恋愛関係になることを目的とするゲームでは、口説き落とす相手のことを、比喩的にボスと呼ぶことがある。何らかの相手を口説き落とす、あるいは結ばれるなどがゲームクリアの条件になっている場合は、文字通りのボスキャラクターに近い。

### 音楽ゲームにおけるボス
音楽ゲームにおいて、シリーズを代表するであろう相対的に高難度とされる曲を「ボス曲」と表現することもあり、主に最高難度とされる曲をさすケースが多い。

### コンピュータゲーム以外のフィクション作品におけるボス
コンピュータゲーム以外のフィクション作品でも長期にわたって登場する敵、各編の一番の敵役、多くの敵役の中でも強敵のキャラクターに対しても使用される事がある。

## ボスキャラクターの種類
基本的にはコンピュータゲームのものを記述する。

### ラストボス
ゲームの最後に登場するボスは、ラストボス、それを略してラスボスと呼ばれる。最終ボス、ファイナルボス（Final Boss）、大ボスなどの呼び方もある。
たいていの作品、特に初期のゲームにおいては、ラストボスはゲームに登場する敵キャラクターの中で最も強大な存在だった。ただし、後年のゲームではストーリーや設定上必ずしも「ラストボス=最強」と言い切れないケースも増えており、ゲームによっては「中ボスがラストボスより強い」ケースさえ生じている。またプレイヤー側のレベルも上がり戦闘が進めやすくなっているため、相対的な難易度（プレイヤーのレベルと敵の強さのギャップ）としては中ボスの方が大きい、という例も珍しいわけではない。あるいはそれとは逆に全く「無抵抗か、雑魚同然なもの」も存在する。
中には、ラストボスとの戦闘を複数回行わせ、初回の戦いはボスの仮の姿、2回目以降が真の姿（もしくは、初回が一般形態、その後何らかの力を得て最終形態）となり、これを真のラストボスとするゲームもある。また、戦い自体が1回であっても、戦闘中にある一定量のダメージを受けると能力が変化して強くなる事例、ラストボスとされていた敵を倒した後に真のボスがいることが判明する事例がある。DS版『New スーパーマリオブラザーズ』では最初から後にラストボスになるクッパが登場し、終盤の2つで骨の状態と、復活したクッパが登場する。また、その他のNewスーパーマリオブラザーズシリーズでは、最終ステージにおいて1度クッパを倒した直後、魔法によって巨大化して復活する形態をとる。また、ロックマンエグゼシリーズ・流星のロックマンシリーズなどとある条件を果たすことで、ラスボスの名前が特別な名前になる。その例題として、アンドロメダなら「∞」ラ・ムーなら「Xa」になっている。
シリーズ化されている作品では、たびたび同一のキャラクターが時に攻撃手段を変えてラストボスとして待ち構える。この慣例あるいは先入観を利用して、「実はボスだと思われていたキャラクターよりさらに手ごわい真のボスがいた」という演出がなされることもある。
多くのラストボスでは専用のBGMが用いられており、そのBGMに注目が集まることも多々ある。
ゲームによってはラストボスとの戦闘中にイベントを挟んだり、特定の技を使わないと倒せないラストボスも存在する。
大半のゲームでは、ラストボスを倒すとそのゲームをクリア（終了）したことになるが、その後もゲームが続行するケースもある。また、実質的なラストボス戦の後、イベントバトル的に、ラストボスを倒せる実力があればまず負けることがない程度の戦闘能力の敵との戦闘が発生する例もある。
『ライブ・ア・ライブ』での最終シナリオでは、場合によっては、実質的なラストボス撃破後に今までに倒してきた中ボス複数と再戦することになる。この再戦では、中ボスとプレイヤーキャラクターとが1対1で対決するため、成長が不十分なプレイヤーキャラクターがいた場合にはラストボスよりも苦戦を強いられる可能性を持つ。
ゲームの最終目標であるラストボスは「自分の力で打ち破ってほしい」というメッセージのために、公式攻略本には情報や攻略法が掲載されないことも多く、中には名前・姿・能力・そこに至るシチュエーションの全てを伏せる例もある。しかし、逆にストーリーボスまでは全て掲載しておくことで、クリア後の楽しみにウェイトを置かせる例も存在する。
中にはストーリーの流れの上では、どんでん返しを表現する為に、味方に裏切られてしまい、敵味方両方から追われるか、敵を全滅させた後に、味方だったキャラクターがラストボスになる場合がある。

#### その他のラストボス

##### 恋愛ゲーム・アドベンチャーゲームにおけるラストボス
誰かと恋愛関係になることを目的とするゲームでもっとも口説きづらい相手をラストボスと称することもある。一例として『ときめきメモリアル』の藤崎詩織がそう呼ばれ、ニフティのコンピューターゲームフォーラムの同作専門特設会議室で1994年6月21日の書き込みで詩織が「ラスボス」と表現されており、制作側からも「ラスボス」と称されていた。アドベンチャーゲームの場合、物語の核心に迫る攻略キャラクターの事をラスボスと呼ぶ場合もある。

##### その他のフィクション作品におけるラストボス
コンピュータゲーム以外のフィクション作品でも最後に戦う敵役、最大の敵役、戦う最強の敵役に対しても使用される事がある。

##### その他におけるラストボス
有名人においても使用される事がある。例として小林幸子（ラスボス）や呉昇桓（ラストボス）に使用されている。

### 中ボス
ステージやシナリオの途中で登場するボスは中ボス（ちゅうボス）若しくは小ボス、サブボスと呼ばれる。英語ではミドルボス（Middle Boss）、ミッドボス（Mid Boss、Midboss）とも呼ばれる。また、シナリオ中のイベントなどで登場するボスや、ステージボスやラストボスの初期、中間形態を指すこともある。
ステージボスを「大ボス」と呼ぶのに対応した表現となっているが、「小ボス」という表現はちょっと強い雑魚敵のことを指す。これは大中小の中という意味のほかに、ストーリーの中盤・途中と言う意味が含まれているためである。強さや作中での位置づけによって「中ボス」と「小ボス」を使い分けることは稀にあるが、そのような使い分けを行うか、一方しか使わないかは、プレイヤーやゲーム開発スタッフ、ゲーム雑誌スタッフ個人個人により異なる。
原則的に倒すか突破しなければステージやイベントが進行出来ないキャラクター全般を指し、作品やイベントによっては雑魚キャラクターも中ボスの役割を与えられる例もあり、また突破に困難が伴う障害物そのものも中ボスとして扱われる。かつては、ゲーム容量が少なかった時代において、他の雑魚キャラより強い雑魚キャラか、大型の雑魚キャラを中ボスとして扱うことが多かったが、現在においても同様な用法が見られる。
「ボス」の中にはストーリー上、重要なポジションまたは敵キャラクターサイドの幹部クラスも存在し、それらの「ボス」は分類の上では「中ボス」であるが、BGMそのものが通常のボスと違うケースも存在する。また、ストーリー上倒す必要の無いボスや隠しボスにこれらのBGMが用いられるケースも存在する。

#### コンピュータゲーム以外における中ボス
コンピュータゲーム以外のフィクション作品でもラストボス以外の長期にわたって登場する敵、各編の一番の敵役、多くの敵役の中でも強敵のキャラクターに対しても使用される事がある。

### 隠しボス
ラストボス・中ボスの他に、ゲームを普通に進行する目的では倒す必要のない、若しくは出現しないボスキャラクターが存在するゲームもあり、このようなボスは隠しボス、裏ボス、または真ボスなどと呼ばれる。英語ではシークレットボス（Secret Boss）とも言われる。
ゲーム中で一定の条件を満たすことで出現するものもあり、通常プレイでのラストボスを上回る強さを誇るものも多い。これらは開発側が、より高い難易度を求めるトッププレーヤーへの挑戦状として設定されたものや、ラストボスを簡単に倒せるくらいにキャラクターを強く成長させたやり込みプレイヤーを試すために用意したものである。隠しボスを倒せば、通常では手に入らない珍しいアイテムや能力などが得られたり、エンディングが変わることもある。
コンシューマ機のRPG初の隠しボスは『ウィザードリィIII ダイヤモンドの騎士』（ファミコン版）の「デーモンロード」である。これはファミコン版で追加されたキャラクターであり、シナリオ上も意味を持つ存在ではなかった。
なお、隠しボスの中には、倒すと二度と復活しないものもあるが、一度倒しても何度でも復活するものもある。後者の場合は、倒した後、倒すのにかかったターン数や所要時間を表示する場合もあるほか、少ないターン数で倒すことで何らかの特典を得られたりすることもある。隠しボスをいかに少ないターン数で倒すか、飽くなき追求を続けるプレイヤーも少なくない。
シリーズ製作を数多く続けるゲームタイトルでは、シリーズの歴代ボスキャラクターの全て、もしくは一部を隠しボスとして登場させるファンサービスを行うことがある。

### 倒せないボス
ボスキャラクターの中には倒すことのできないボスも存在し、特にRPGによく見られる。そのようなボスの大半は絶対に倒すことができない無敵の存在であるか、あるいはプレイヤーよりはるかに強大であり、プレイヤーはほぼ確実に敗れることになる。
このようなボスが出現する理由は以下のようなものが挙げられる。
そのボスとの戦闘を回避することが前提となっているもの
ボスを倒すことができないため、単純に「ボスと接触しない」「ボスに戦闘を挑まない」ことが前提となっている場合や、特定のアイテムを入手するなどして、そのボスが出現しない（あるいは出現しても倒せるようになっているか戦闘自体にならない）ようにすることが前提となっているものがある。これらの場合は戦いを挑むこと自体が間違いであるため、戦って敗北してしまうとゲームオーバーになるものが多い。戦闘の回避方法としてはアイテムを入手したり、イベントをこなしたりする方法が一般的であるが、中には、戦闘中にアイテムを使うことで戦闘を回避するものや、逃げることで戦闘を回避するものもある。他、最初は戦闘を回避することが前提となっているものの、ストーリーが進むと再び出現し、その時は倒せるようになっているものも存在する。特殊例では、そのボスと戦うとバッドエンディングが成立してしまうものもある。
ストーリー上、負けることが前提となっているもの
ゲーム版『メタルファイト ベイブレード』の「竜牙」など、ストーリーの展開上、プレイヤーは必ず負けることが前提となっているボスが設定されていることがある。これはプレイヤー間では負けイベントとも称され、これらのキャラクターとの戦闘では負けてもゲームオーバーにはならない。極端に戦闘力を上げるなどをすれば勝てることもあるが、イベントでは負けたこととして進められる。この場合、ストーリーが進むと再度そのボスキャラクターが登場し、その時になると倒せるようになっていることが多い。また、このタイプの亜種として、時間やダメージ累積で戦闘が強制終了する物もある。それに、強大な力を手に入れたボスと戦い敗れるが、何らかの方法でその力を弱め（封じ）、その後倒せる状態になるというボスも少なくない。
戦闘を途中で中断することが前提となっているもの
ある程度のダメージを与える、もしくはその逆に一定のダメージを受ける、一定のターンが経過するなどすると、倒してもいないし、負けてもいないのに戦闘が自動的に終了し、イベントが発生したりするものも存在する。これらのボスも、後に再戦の機会が用意されており、その時は倒せるようになっているものが多い。
そのボスの倒し方自体がイベント化しているもの
1度目の戦いではまともに倒すことができず、2度目以降の戦いで倒すことができる存在。特定のアイテムを入手したり、特定の能力を上げたりするか、特定の時間を迎えることによって倒せるようになる。また、戦闘中に特定のアイテムや技を使う必要がある、特定条件で相手を降参させたりするため、まともに戦えば倒せないように設定されているボスも存在する。
なお、「倒せないボス」と見せかけて、キャラクターの成長度やプレイヤーの技術次第では通常の手段で倒せるように設定されているケースも存在する。この場合、倒したときに隠されたイベント等が現れるものもある。ただ、本来のシナリオからは逸脱した行為であり、ゲームオーバー扱いであったり負けた扱いとなることもある。また、『魔界塔士Sa・Ga』の「すざく」は、最初は倒せない存在として登場し、通常の攻撃方法で倒すことは（常識外の方法や難易度を度外視した場合は）可能ではあるが、戦闘に勝ってもその後に何事もなかったかのように何度でも登場するため、倒した扱いにはならない。
この他、「とどめの一撃を刺して倒す」「相手のヒットポイントを0にする」という意味では、決して倒すことのできないボスキャラクターというものも存在する。この場合、物語の展開上やボスキャラクターの性格上・役割などの都合によって、完全にボスキャラクターを倒していない状態ながら戦闘が終了し事実上の勝利となることがある。例としてはセガ・マークIII版『北斗の拳』のチャプター4のボスキャラクターのトキが挙げられ、このゲームの場合、ボスキャラクターはプレイヤーの操作するケンシロウと、いわゆる対戦型格闘ゲームの形式で戦うが、トキのキャラクターとしての性格上、ヒットポイントを消耗させ尽くしてHPゲージを僅かに残した状態で、ケンシロウ共々立ったままの状態で「トキは柔の拳をケンシロウに伝えた」としてステージクリアになる。

### 倒す必要のないボス
中には倒す必要のないボスも存在する。
倒す必要がないとはいえ、前述のイベントであり、そのボスを越えなければならないが、戦闘シーンが無いのが代表的である。パソコン版『ラストハルマゲドン』のエイリアンのボスがそれに相当する。そのボスの元までたどり着けば、そのボスと自分探しに関する謎は解けており、戦うことが無意味になっているため、イベントとしてクリアすることが前提となっている。
また、ゲーム進行上エンカウントする様に制作されているがストーリーに全く絡まないため無視してもいいボスも存在する。

### 演出上弱く設定されたボス
ストーリー上の演出のため意図的に弱く設定されたボスが登場したり、あるいはバカゲーなどに登場するボスがギャグの表現のために、他のボスよりも、あるいは雑魚よりも弱い演出がされることがある。
『シャドウタワー』におけるラスボス「神魔王」や『デモンズソウル』におけるラスボス「なりそこないのオーラント」はストーリーにおいて最後に戦うボスでありながら、ストーリー的にもゲーム的にも、意図的に弱い存在と設定されている。
様々なゲームにおいて、ギャグキャラクターもしくはストーリー上の都合により弱く設定された中ボスが多く登場する。
バカゲーとしては、『超兄貴〜究極無敵銀河最強男〜』におけるボス「究極無敵銀河最強男」の暴走シーンでは敵味方が逆転していて、ゲームがスタートして「いきなりボス登場」となり、自機としてプレイヤー側の小型戦艦やテレビくんを攻撃するシーンがある。その時、股間にダメージを食らうとあっけなく死ぬ演出がある。ただしこの演出で味方が勝ってもゲームオーバーになるだけで、かなり強力なラスボスとして再登場する。
また『摩訶摩訶』のラスボス「マカマカ」は赤ん坊のような姿をしている時は頑丈でしぶといが、彼が本気を出して巨大化した時のヒットポイント最大値は1しかなく、通常攻撃であっけなく倒せる上に、最初の雑魚（名前も「ザコ」）より弱く、馬鹿馬鹿しい演出となっている。似た例として、『ペルソナ2 罰』の石神千鶴は、式神として出現した時に限り、偽者のためHPが1である。『新・光神話パルテナの鏡』の20章のボス「女神パルテナ」は他のボスとは逆にプレイヤー自身が決める難易度が上がるほど体力が少なくなるがこれは罠で、誤ってパルテナを倒すとゲームオーバーになってしまう（なおこの戦闘の本当のターゲットはパルテナとは別個に存在する敵「混沌の遣い」であり、仲間のNPCがプレイヤーに対して警告を行う。パルテナの攻撃は通常通り難易度が上がるほど激しくなる）。
『珍道中!!ポールの大冒険』では、5面の日本風ステージのボスが犬小屋にいる柴犬であり、右端を左右に動くだけである。また、6面の宇宙ステージでは今までのボスが合体してラスボスとして襲い掛かるのだが、攻撃は石投げのみ)で、パターンが読みやすい。
ストーリー上のボスではないが、「星のカービィシリーズ」の『スーパーデラックス』およびそのリメイク版の『ウルトラスーパーデラックス』、『鏡の大迷宮』の勝ち抜きボスバトルでは、ボスの中に雑魚キャラクターであるワドルディが登場する。このワドルディはアクションこそ歩いたり、ジャンプしたりするだけで通常と変わらないが、ヒットポイントだけは通常の雑魚より大幅に高く設定してあり、コピー能力で戦おうとすると雑魚とは異なりすぐに倒すことはできない。
『トマトアドベンチャー』におけるタルタルバレーのボスキャラクターであるリルビは、「最も弱いボスキャラクター」の名が示すとおり雑魚敵レベルの強さでしかなく、タルタルバレーの序盤で戦うが、それを補完するように同所のラスボスとしてデスリルビとして他所のラスボスと同等の強さにまで強化されている。
『どーもくんの不思議てれび』における、「魔女っちたーちゃん」のラスボスである魔女は2、3発当てるだけで倒せ、それでゲームクリアとなるものがある。